# Orgyia trigotephras trigotephras
Orgyia trigotephras trigotephras is een vlinderondersoort uit de familie van de spinneruilen (Erebidae), onderfamilie donsvlinders (Lymantriinae). Het is de nominale ondersoort van Orgyia trigotephras. De wetenschappelijke naam van de ondersoort is voor het eerst geldig gepubliceerd in 1829 door Boisduval. 
Deze nachtvlinder komt voor in Europa.